# Торичник морской
Торичник морской, или Торичник приморский (лат. Spergularia marina) — небольшое травянистое одно-, дву- или многолетнее растение, вид рода Торичник семейства Гвоздичные. Встречается также под устаревшим синонимичным названием Торичник солончаковый (лат. Spergularia salina).

## Ботаническое описание
Одно-, дву- или многолетние травянистые растения, в верхней части железисто-опушенные. Стебель утолщенный, ветвистый, лежачий, длиной 25-30 см.
Листья супротивные, линейные, мясистые, у основания с маленьким пленчатым парно сросшимся прилистником.
Цветки обоеполые, пятимерные, 3-10 мм в диаметре, собраны в кистевидные рыхлые соцветия. Цветоносы равны или короче чашечки. Чашелистики травянистые, тупоконечные, по краю пленчатые. Лепестки цельные, бело-розовые. Тычинок 2, реже 3-10.
Плод — коробочка, длиной больше чашечки, раскрывается тремя створками. Семена мелкие, треугольно-яйцевидные, бескрылые или крылатые в нижней части коробочки.
Хромосомное число 2n = 36.

## Распространение и экология
Природный ареал охватывает Азию — северный Китай, Японию, Монголию, Среднюю Азию; Северную и Южную Америку. В России встречается на Европейской части, Западной и Восточной Сибири, на Дальнем Востоке и Кавказе.
Произрастает по на песках и галечниках по берегам морей, рек и озер, на континентальных солончаках и солонцах.

## Классификация

### Таксономия
Spergularia marina (L.) Besser, 1822, Enum. Pl. : 97
Вид Торичник морской относится к роду Торичник (Spergularia) семейства Гвоздичные (Caryophyllaceae) порядка Гвоздичноцветные (Caryophyllales). Кладограмма в соответствии с Системой APG IV по состоянию на декабрь 2023 года:
|  |                                      |  |                                   |                                   |                      |  | ещё 40 семейств | ещё 40 семейств |                  |  |  |  | еще 49 подтвержденных видов и 111 видов, ожидающих подтверждения |
|  |                                      |  |                                   |                                   |                      |  | ещё 40 семейств | ещё 40 семейств |                  |  |  |  | еще 49 подтвержденных видов и 111 видов, ожидающих подтверждения |
|  |                                      |  |                                   | порядок Гвоздичноцветные          |                      |  |                 |                 | род Торичник     |  |  |  |                                                                  |
|  |                                      |  |                                   | порядок Гвоздичноцветные          |                      |  |                 |                 | род Торичник     |  |  |  |                                                                  |
|  | отдел Цветковые, или Покрытосеменные |  |                                   |                                   | семейство Гвоздичные |  |                 |                 | Торичник морской |  |  |  |                                                                  |
|  | отдел Цветковые, или Покрытосеменные |  |                                   |                                   | семейство Гвоздичные |  |                 |                 |                  |  |  |  |                                                                  |
|  |                                      |  | ещё 63 порядка цветковых растений | ещё 63 порядка цветковых растений |                      |  |                 | еще 97 родов    | еще 97 родов     |  |  |  |                                                                  |
|  |                                      |  |                                   | ещё 63 порядка цветковых растений |                      |  |                 |                 | еще 97 родов     |  |  |  |                                                                  |

### Синонимы
- Alsine marginata C.A.Mey.
- Alsine marina Mert. & W.D.J.Koch
- Alsine salina Groves
- Alsine salina (J.Presl & C.Presl) Heldmann
- Alsinella media Hornem.
- Arenaria marina Pall.
- Arenaria marina (L.) All.
- Arenaria maritima Steud.
- Arenaria media DC.
- Arenaria rubra subsp. marina (L.) Ehrh.
- Arenaria rubra var. marina L.
- Arenaria salina Ser.
- Buda marina Dumort.
- Buda marina (L.) Dum.
- Buda marina var. minor S.Watson
- Buda media var. marina Kuntze
- Corion marinum (L.) N.E.Br.
- Corion marinum var. leiospermum (Kindb.) N.E.Br.
- Lepigonum tenue Greene
- Spergula marina Bartl. & H.L.Wendl.
- Spergula salina D.Dietr.
- Spergula salina var. faurei Maire
- Spergularia dillenii Lebel
- Spergularia marina (L.) Griseb.
- Spergularia marina var. marina
- Spergularia marina var. tenuis (Greene) R.Rossbach
- Spergularia rubra var. marina (L.) A.Gray
- Spergularia salina J.Presl & C.Presl
- Spergularia salina var. tenuis (Greene) Jeps.
- Spergularia tenuis B.L.Rob.
- Stipularia marina (L.) Haw.
- Tissa marina Britton
- Tissa tenuis (Greene) Greene